# Orchestra accademica di Lipsia
L’Orchestra Accademica di Lipsia è un'orchestra sinfonica amatoriale di Lipsia.

## Storia
Fu fondata nel 1954 dal direttore Horst Förster come Collegium musicum dell'Università di Lipsia e fece parte dell'Università fino al 1991. Oltre ad altre istituzioni culturali, era subordinata al Dipartimento di Cultura dell'università. Nel 1991 l'università si separò dalla sua orchestra che da allora non è più stata una parte ufficiale dell'università. L'orchestra si è riorganizzata nel 1991 come associazione. Il direttore artistico è Horst Förster.

## Membri
Come associazione senza fini di lucro, l'Orchestra accademica è impegnata nella produzione di musica per studenti, e oltre agli studenti di una vasta gamma di discipline, comprende anche numerosi ex alunni e altri accademici. L'iscrizione all'università di Lipsia o un'altra università non è obbligatoria per i membri. I membri del club ascoltano musica gratuitamente. Per alcuni pezzi, i membri dell'orchestra sono supportati da musicisti professionisti della Gewandhaus Orchestra, dell'Orchestra sinfonica della radio di Lipsia e degli studenti dell'HMT di Lipsia.

## Attività concertistica
Dal 1956 l'orchestra ha eseguito i cosiddetti concerti accademici sei volte l'anno. Le esibizioni si svolgono nella grande sala del Gewandhaus dal 1981. Per un'orchestra sinfonica amatoriale, l'attività continua di 6 concerti in abbonamento all'anno è notevole. I concerti sono in gran parte esauriti da anni e occasionalmente sono integrati da concerti da camera aggiuntivi. Dagli anni '90 al 2010, l'Orchestra accademica ha organizzato la cerimonia di iscrizione annuale all'Università di scienze applicate di Lipsia.

## All'estero
L'Orchestra accademica ha realizzato numerose tournée all'estero, in Francia, Austria, Spagna, Italia, Norvegia, Canada, Stati Uniti e Giappone, a partire dal 1990. Nel 2008 è stata per la prima volta in Cina. Prima della riunificazione tedesca, dell'autunno 1989, i tour all'estero venivani realizzati in Cecoslovacchia, Ungheria, Romania e Bulgaria.

## Riconoscimenti
- 1979: Premio d'arte della città di Lipsia